# Consulado General de Filipinas en Barcelona
El Consulado General de Filipinas en Barcelona es una representación diplomática de la República de Filipinas en España, representando los intereses del país en Cataluña. Su sede está situada en la planta principal de la Casa Juncadella a lo largo de la Rambla de Cataluña en el Ensanche de Barcelona.
Aunque se rastrea la fundación del actual consulado al año 2020 Filipinas tuvo también un consulado anterior en Barcelona entre 2008 y 2012.

## Historia
Filipinas estableció en 2008 por primera vez un consulado general en Barcelona. Abrió sus puertas al público el 12 de junio de 2008, por coincidencia el Día de la Independencia filipina, encabezado por Eduardo José de Vega como cónsul general. Alberto G. Rómulo, secretario del Departamento de Asuntos Exteriores (DFA), ha notado durante la inauguración que la fundación de un consulado general en Barcelona fue impulsado por el refuerzo de relaciones diplomáticas entre Filipinas y España tras la visita de la presidenta Gloria Macapagal Arroyo al país el año pasado.
En 2010 el senador Franklin Drilón cuestionó tras una expansión masiva de la presencia diplomática filipina en el exterior bajo la administración de Arroyo la necesidad de mantener misiones diplomáticas en países con menos filipinos, incluso de muchos países europeos. Ha pedido un repaso de la presencia mundial de Filipinas, y como resultado el sucesor de Arroyo Benigno Aquino III ordenó la disolución de 10 misiones diplomáticas incluido el consulado en Barcelona. El DFA ha fijado después el 31 de julio de 2012 como la fecha de cierre.
La decisión de cerrar el consulado ha sido controvertido y luego causó mucha distensión dentro la comunidad filipina de Barcelona. Más de 4.000 personas, casi un quinto de la totalidad de los filipinos que viven en territorios bajo la jurisdicción del consulado, organizaron en Facebook para protestar el cierre. Los opositores del cierre, liderado por el periodista filipino Daniel Infante Tuano, han pedido más consultas por la parte del DFA a consideración de la muy larga distancia entre Barcelona y la embajada en Madrid. Han organizado también una petición contra el cierre junto a movimientos similares en otros países europeos, con más de 1.000 fechas recibidas en Barcelona el primer día de su difusión.
Después del cierre el gobierno de Filipinas ha establecido un consulado honorario para mantener sus relaciones diplomáticas en la región, encabezado por el empresario catalán Jordi Puig i Roches. Permaneció en el cargo hasta el 31 de enero de 2018 tras su despido, seis meses antes de lo previsto, como resultado de su participación en una huelga general a favor de la independencia catalana el 3 de octubre de 2017. Fue sustituido por Chona Abiertas Tenorio, una abogada de origen filipina, que asumió el cargo de cónsul el 26 de mayo de 2018.
En 2017 el gobierno de Filipinas comenzó cambiar su posición sobre mantener cerrado el consulado tras la aprobación de una resolución en la Cámara de Representantes a favor de su reapertura. Dos años después anunció el secretario de Asuntos Exteriores Teodoro Locsín Jr. la pendiente reapertura del consulado como parte de una ampliación planificada de la presencia diplomática filipina en el exterior bajo la administración de Rodrigo Duterte, el sucesor de Aquino, y el 2 de marzo de 2020 se celebró la reapertura del consulado en Barcelona situado inicialmente de una sede temporal a lo largo de la Gran Vía de las Cortes Catalanas. Trasladó después a su ubicación actual a lo largo de la Rambla de Cataluña el 1 de septiembre de 2020.